# Skip Woods
Pour les articles homonymes, voir Woods.
Skip Woods, né le 4 décembre 1970, est un scénariste et  réalisateur américain.

## Filmographie

### Scénariste
- 1998 : C'est pas mon jour ! (Thursday) de Skip Woods
- 2001 : Opération Espadon (Swordfish) de Dominic Sena
- 2007 : Hitman de Xavier Gens
- 2009 : X-Men Origins: Wolverine de Gavin Hood
- 2010 : L'Agence tous risques (The A-Team) de Joe Carnahan
- 2013 : Die Hard : Belle journée pour mourir (A Good Day to Die Hard) de John Moore
- 2014 : Sabotage de David Ayer
- 2015 : Agent 47 d'Aleksander Bach (coscénariste avec Michael Finch et Kyle Ward)

### Producteur
- 1998 : C'est pas mon jour ! (Thursday) de Skip Woods
- 2001 : Opération Espadon (Swordfish) de Dominic Sena
- 2014 : Sabotage de David Ayer (coproducteur)

### Réalisateur
- 1998 : C'est pas mon jour ! (Thursday)